# الهوابر
قرية الهوابر هي إحدى القرى التابعة لمركز ديرب نجم في محافظة الشرقية في جمهورية مصر العربية. حسب إحصاءات سنة 2006، بلغ إجمالي السكان في الهوابر 9360 نسمة، منهم 4776 رجل و4584 امرأة.